# جنگ صلیبی (کمیک)
جنگ صلیبی (انگلیسی: Crusade)، مجموعه کمیک فرانسوی-بلژیکی که توسط ژان دوفو تألیف، توسط فیلیپه خاویر مصور و توسط انتشارات له‌لومبارد به فرانسوی و توسط انتشارات ساینبوک به انگلیسی منتشر شده‌است.